# Södermalm

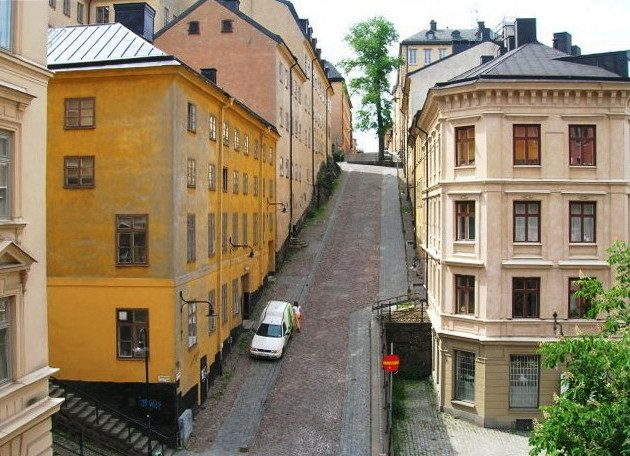
Un carrer de Södermalm

Södermalm és una illa i un districte d'Estocolm, a Suècia, que forma la part sud del centre de la ciutat, al costat de l'illa de Långholmen. Està dividida en dues municipalitats : Katarina-Sofia i Maria-Gamla stan. Té una població de 129.452 habitants (2016).